# Helgret Ruff
Helgret Ruff (* 9. Mai 1943; † 2. November 2017) war eine deutsche Sportjournalistin.
Ruff war seit den 1970er-Jahren im Rahmen der TV-Berichterstattung des Bayerischen Rundfunks insbesondere bei Deutschen Meisterschaften im Schießsport sowie bei internationalen Schießsportveranstaltungen eingesetzt. Unter anderem berichtete sie für das Deutsche Olympiazentrum (DOZ) von den Hockey-, Schwimm- und Bogenschießwettbewerben bei den Olympischen Sommerspielen 1972 in München. Bei den Olympischen Spielen 1988, 1992, 1996 und 2000 war sie für die Berichterstattung der dortigen Schießentscheidungen zuständig. 2008 trat sie in den Ruhestand.
Helgret Ruff starb am 2. November 2017 im Alter von 74 Jahren und wurde am 10. November 2017 auf dem Münchner Ostfriedhof beigesetzt.